# Deposit (ville, New York)
Ne doit pas être confondu avec Deposit (village, New York).
Deposit est une ville située dans le comté de Delaware, dans l'État de New York, aux États-Unis,. En 2010, elle comptait une population de 1 712 habitants, estimée au 1er juillet 2014 à 1 659 habitants.

## Démographie
Lors du recensement de 2010, la ville comptait une population de 1 712 habitants. Elle est estimée, en 2014, à 1 659 habitants.